# St. Boniface
St. Boniface (Frans: Saint-Boniface) is de een ward en stadswijk van Winnipeg, de hoofdstad van de Canadese provincie Manitoba. De wijk telt 58.520 inwoners (2016) en staat bekend als het centrum van de Frans-Canadese gemeenschap in Manitoba.
St. Boniface was een zelfstandige stad totdat het in 1971 met enkele omliggende gemeenten fuseerde om zo de City of Winnipeg te vormen. De wijk ligt direct ten zuidoosten van het stadscentrum.
De plaats is de zetel van het rooms-katholieke aartsbisdom Saint-Boniface.

## Geboren
- Lucille Starr (1938-2020), zangeres